# Prairie Lake Waterfall
Der Prairie Lake Waterfall ist ein Wasserfall im Fiordland-Nationalpark auf der Südinsel Neuseelands. Er liegt unterhalb des Gipfels des 1869 m hohen Mount Fisher in einem namenlosen Bach, der unweit hinter dem Wasserfall am kleinen Prairie Lake in den Clinton River mündet. Seine Fallhöhe beträgt rund 50 Meter.
Die zweite Tagesetappe des Milford Track zwischen der Clinton Hut und der Mintaro Hut führt wenige hundert Meter hinter der Aussicht auf die Hirere Falls auf der gegenüberliegenden Talseite direkt am Wasserfall vorbei.